# Леді Чаттерлей (фільм)
«Леді Чаттерлей» (фр. Lady Chatterley) — французький кінофільм-драма режисерки Паскаль Ферран, поставлений у 2006 році за мотивами роману Девіда Лоуренса «Коханець леді Чаттерлей» 1928 року. Слоган фільму: Пристрасть, що змінила світ. 

## Сюжет
23-річна Констанс Рейд одружилася з лейтенантом і власником шахт Кліффордом Чаттерлеєм. Але медовий місяць вийшов коротким: йшов 1917 рік, і Кліффорда призвали до армії. А повернувся він із західного фронту інвалідом, приреченим провести решту життя прикованим до коляски. Віддана чоловікові, Констанс була готова доглядати його, забувши про секс. Але розуміючи, що стриманість не зробить її щасливою, чоловік погоджується, якщо вона заведе коханця. І Констанс знайшла щастя з лісником у маленькому мисливському будиночку. І так їм було гарно вдвох, і щастя було безмежним, і здавалось, це триватиме безкінечно…

## В ролях
| Актор(ка)           |   | Роль               |
| ------------------- | - | ------------------ |
| Марина Гендс        | • | Констанс Рейд      |
| Жан-Луї Коульо      | • | Паркін             |
| Іпполіт Жирардо     | • | Кліффорд Чаттерлей |
| Елен Александрідіс  | • | мисіс Болтон       |
| Елен Філлірес       | • | Гільда             |
| Бернар Верле        | • | сер Малкольм       |
| Сава Лолов          | • | Томмі Дукес        |
| Жан-Баптист Монтагю | • | Гаррі Вінтерслоу   |
| Фенні Делеуз        | • | Тейнт Єва          |
| Мішель Вінсент      | • | Маршалл            |
| Колетт Філіпп       | • | Місіс Маршалл      |
| Крістелл Гес        | • | Кате               |
| Жан-Клод Леклер     | • | Вінтер             |

## Нагороди та номінації
| Нагороди та номінації фільм «Леді Чаттерлей» | Нагороди та номінації фільм «Леді Чаттерлей» | Нагороди та номінації фільм «Леді Чаттерлей» | Нагороди та номінації фільм «Леді Чаттерлей» | Нагороди та номінації фільм «Леді Чаттерлей» | Нагороди та номінації фільм «Леді Чаттерлей» |
| Рік                                          | Категорія                                    | Номінант                                     | Результат                                    |                                              |                                              |
| -------------------------------------------- | -------------------------------------------- | -------------------------------------------- | -------------------------------------------- | -------------------------------------------- | -------------------------------------------- |
| Сезар                                        |                                              |                                              |                                              |                                              |                                              |
| 2007                                         | Найкращий фільм                              | Найкращий фільм                              | Перемога                                     |                                              |                                              |
| 2007                                         | Найкраща режисерська робота                  | Паскаль Ферран                               | Номінація                                    |                                              |                                              |
| 2007                                         | Найкращий адаптований сценарій               | Роже Бобо, Паскаль Ферран, П'єр Трівідік     | Перемога                                     |                                              |                                              |
| 2007                                         | Найкраща акторка                             | Марина Гендс                                 | Перемога                                     |                                              |                                              |
| 2007                                         | Найперспективніша акторка                    | Марина Гендс                                 | Номінація                                    |                                              |                                              |
| 2007                                         | Найкраща операторська робота                 | жульєн Гірш                                  | Перемога                                     |                                              |                                              |
| 2007                                         | Найкращий дизайн костюмів                    | Марі-Клод Алто                               | Перемога                                     |                                              |                                              |
| 2007                                         | Найкраща робота художника-постановника       | Франсуа-Рено Лабарт                          | Номінація                                    |                                              |                                              |
| 2007                                         | Найкраще звукове оформлення                  | Жан-П'єр Лафорс, Ніколя Моро, Жан-Жак Феррен | Номінація                                    |                                              |                                              |
| Премія «Люм'єр»                              |                                              |                                              |                                              |                                              |                                              |
| 2007                                         | Найкращий режисер                            | Паскаль Ферран                               | Номінація                                    |                                              |                                              |
| 2007                                         | Найкраща акторка                             | Марина Гендс                                 | Перемога                                     |                                              |                                              |
| Приз Луї Деллюка                             |                                              |                                              |                                              |                                              |                                              |
| 2007                                         | Найкращий фільм                              | Паскаль Ферран                               | Перемога                                     |                                              |                                              |
| Золота зірка французького кіно (Étoile d'Or) |                                              |                                              |                                              |                                              |                                              |
| 2007                                         | Найкращий фільм                              | Найкращий фільм                              | Перемога                                     |                                              |                                              |
| 2007                                         | Найкраща акторка-дебютантка                  | Марина Гендс                                 | Номінація                                    |                                              |                                              |